# Казанский собор (Луга)
Собо́р Каза́нской ико́ны Бо́жией Ма́тери — православный храм в городе Луга Ленинградской области, второй кафедральный собор Гатчинской епархии Русской православной церкви.
Построен в начале XX века в неовизантийском стиле.

## История
Осенью 1899 жители Луги ходатайствовали об устройстве церкви в новой, западной части города. Строительство велось с 1901 по 1904 годы. Архитектором проекта был Николай Кудрявцев (1856—1941), он же пожертвовал для церкви святыню — крест с частицами Животворящего Древа и Голгофы. 10 августа 1904 года епископ Гдовский Кирилл (Смирнов) совершил освящение церкви.
В 1920-х — 1930-х годах храм принадлежал обновленцам и получил статус собора. С 1936 года церковь не действовала и была официально закрыта в 1938 году. В здании, переданном под автошколу, были сделаны межэтажные перекрытия. Позже оно использовалось как склад, гараж, библиотека, общежитие.
Во время обороны Лужского рубежа, в августе 1941 здесь располагался штаб 41-го стрелкового корпуса. Во время немецкой оккупации города в здании церкви был сделан ремонт, и она была вновь открыта и освящена 20 октября 1942 года.
В 1946—1963 годах храм являлся кафедральным собором епископов Лужских, викариев Ленинградской епархии. В 1976—1977 годах проведен ремонт и расписаны интерьеры. Епископ Тихвинский Мелитон (Соловьёв), который являлся настоятелем собора в 1955—1965 годах, освятил храм 3 февраля 1977 года. С 1991 работает воскресная школа. В 2005 году проведен капитальный ремонт фасадов и кровли.

## Архитектура
Здание выполнено в византийском стиле. Необычно сочетание традиционной для русских храмов трехчастной композиции с колокольней над притвором и центричного основного объёма с тремя полуциркульными в плане выступами.

## Святыни

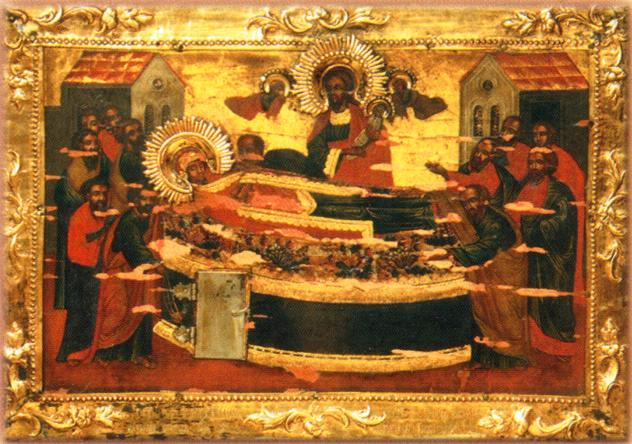
Икона Успения Пресвятой Богородицы («Печерская»)

Иконы Успения Пресвятой Богородицы («Печерская»), Божией Матери Казанской и Тихвинской (из усадебной церкви Кудрявцевых), Спасителя, Николая Чудотворца; свв. кн. Ольги и Владимира из Воскресенского собора Луги.
Чудотворная икона Успения Пресвятой Богородицы (Божией Матери «Печерская») — явлена в XVI—XVII веках в местности Малые Печерки (с. Турово) вблизи Луги. При обретении открылся источник с целебной водой. В 1789 перенесена с места явления в собор Екатерины Великомученицы города Луга. С 1941 икона находится в соборе Казанской иконы Божией Матери города Луга.